# Мічуринське (Калінінградська область)
Мічуринське (рос. Мичуринское) — селище Гусєвського району, Калінінградської області Росії. Входить до складу Гусєвського міського поселення.
Населення —  41 особа (2015 рік). 

## Населення
| 2002 | 2010 |
| ---- | ---- |
| 56   | ↘41  |